# Костина, Фаина Ивановна
Фаина Ивановна Костина (род. 26 июня 1939) — советская и российская актриса кукольного театра, народная артистка России (1994).

## Биография
Фаина Ивановна Костина родилась 26 июня 1939 года.
С 1960 года работает в Ленинградском театре марионеток (позже Театр марионеток имени Е. С. Деммени). Была ученицей Евгения Сергеевича Деммени.
Одной из её первых ролей был зайчишка по имени Чок из спектакля «Белый тигр» (1960). Самой знаменитой ролью стал Чебурашка в спектакле 1971 года, после которого получила почётный титул «Первой Чебурашки Советского Союза». Является хранителем коллекции марионеток театра, принимает участие в организации и проведении выставок в России и за рубежом. Сыграла более чем в 200 спектаклях.
С 1989 года в течение 15 лет работала на Ленинградском телевидении в программе «Большой фестиваль» в роли рыжего озорника Веснушки.
Член правления СПб отделения Союза театральных деятелей России.

## Награды и премии
- Заслуженная артистка РСФСР (19 марта 1979 года).
- Народная артистка России (1 декабря 1994 года) — за большие заслуги в области искусства[1].
- Премия «Золотой софит» (21 октября 2002 года) — за лучшую роль в театре кукол (министр Флимнап, «Гулливер в стране лилипутов»)[2].
- Орден Дружбы (26 мая 2005 года) — за заслуги в области культуры и искусства, многолетнюю плодотворную деятельность[3].
- Благодарность Законодательного собрания Санкт-Петербурга (1 апреля 2009 года) — за существенный личный вклад в развитие культуры и искусства в Санкт-Петербурге, многолетнюю добросовестную профессиональную деятельность и в связи с 90-летием со дня основания Санкт-Петербургского государственного учреждения «Санкт-Петербургский государственный театр марионеток имени Е.С.Деммени»[4].
- Специальная премия «Золотой софит» (3 декабря 2012 года) — «за многолетнее служение профессии, особый вклад в театр кукол»[5].
- Премия Правительства Российской Федерации в области культуры (17 декабря 2014 года) — за участие в воссоздании спектакля Евгения Деммени «Юный Фриц»[6].
- Знак отличия «За заслуги перед Санкт-Петербургом» (2019)[7]
- Специальная премия «Золотая маска» «За выдающийся вклад в развитие театрального искусства» (2021)[8].

## Работы в театре
- «Колосок — волшебные усики» — девочка Оля
- «Мичек-Фличек» — птичка-невеличка
- 1970 — «Чебурашка» — Чебурашка
- «Сказки Андерсена» — ведущая
- «По щучьему велению» — Емеля
- «Зонтик для принцессы» — Кашпер
- «Гулливер в стране Лилипутов» — Флимнап
- «Куклы и клоуны» — укротитель, змея, осёл, гимнаст, дрессировщик
- «Щенок по кличке Блюз» — петух, шофёр
- «Муха-Цокотуха» — блоха-балерина, таракан, паук-фотограф
- «С днем рождения, Дед Мороз!» — мудрая змея

## Фильмография

### Актриса
- 1984 — И вот пришёл Бумбо… — кукловод (голос за кадром)
- 2002 — Тайны следствия 2 — работница жилконторы
- 2007 — Эра Стрельца — экскурсовод
- 2007 — Улицы разбитых фонарей 8 (23-я серия «Третий лишний») — Нина Дубок
- 2008 — Передел. Кровь с молоком — эпизод
- 2012 — Время Синдбада (Фильм № 4 «Развод по-эльзасски») — домработница
- 2016 — Ментовская сага — эпизод
- 2017 — Мост — ректор

### Озвучивание
- 1965 — Тяпа, Ляпа и Жаконя
- 1972 — Знаменитый утёнок Тим
- 1974 — Сказка начинается